# Homozygoot
Een diploïde organisme is homozygoot voor een bepaalde eigenschap als het twee identieke exemplaren van een gen (allelen) heeft in een chromosomenpaar. Dit kan tot stand komen als beide ouders hetzelfde allel voor een gen doorgeven aan hun nakomeling.
Als twee gelijke homozygote organismen (zoals hieronder, AA en AA) zich voortplanten, dan kunnen ze alleen dit gen doorgeven en is het nageslacht ook homozygoot.

## Kruisingen
Hieronder geeft de hoofdletter A de dominante eigenschap aan, terwijl de kleine letter a de recessieve eigenschap aanduidt.

### Tussen gelijke homozygoten
- Ouders: AA en AA
- Geslachtscellen: A/A x A/A
- Nageslacht: 100% AA

### Tussen homozygoot en heterozygoot
Homozygoot dominant:
- Ouders: AA en Aa
- Geslachtscellen: A/A x A/a
- Nageslacht: 50% AA en 50% Aa

Homozygoot recessief:
- Ouders: Aa en aa
- Geslachtscellen: A/a en a/a
- Nageslacht: 50% Aa en 50% aa

### Tussen ongelijke homozygoten
- Ouders: AA en aa
- Geslachtscellen: A/A x a/a
- Nageslacht: 100% Aa